# تشيرموز
تشيرموز (بالروسية: Чермоз) هي إحدى مدن روسيا في الكيان الفدرالي الروسي بيرم كراي.